# Ханнинг, Август
Август Ханнинг (нем. August Hanning, р. 1946) — немецкий государственный деятель, президент Федеральной разведывательной службы в 1998−2005 годах.

## Биография
Родился в земле Северный Рейн-Вестфалия, по образованию — юрист. С 1976 года он работал в качестве юрисконсульта в финансовом управления земли Северный Рейн-Вестфалия, с 1977 году — в качестве советника в Министерстве внутренних дел. С 1981 года А.Ханнинг работал в ведомстве федерального канцлера в Бонне, с 1986 по 1990 годы служил в качестве офицера безопасности в постоянном представительстве ФРГ в Восточном Берлине. С 1990 года снова работал в ведомстве федерального канцлера, где по долгу службы взаимодействовал с координатором спецслужб Германии Б.Шмидбауэром.
17 декабря 1998 года А.Ханнинг был назначен президентом БНД. Во время своего пребывания в должности принял решение о строительстве нового здания штаб-квартиры БНД в Берлине, куда она должна переехать из нынешней резиденции в Пуллахе. В течение периода руководства БНД неоднократно подвергался критике со стороны различных политических сил. В частности, 22-23 марта 2000 года А.Ханнинг с тремя сотрудниками своего ведомства побывал в чеченском городе Гудермесе. Официальным поводом для визита, по версии БНД, была помощь России в борьбе с международным терроризмом — у немецкой разведки были подозрения, что на Кавказе создается бастион исламских экстремистов. В связи с этим визитом немецкое Общество защиты угрожаемых народов потребовало от генеральной прокуратуры ФРГ начать следствие в отношении А.Ханнинга по подозрению в содействии геноциду.
1 декабря 2005 А.Хеннинг был назначен статс-секретарем Федерального министерства внутренних дел, в его компетенцию входили вопросы федеральной полиции, внутренней безопасности, миграции и интеграции мигрантов в германское общество, беженцев, европейской гармонизации, управления кризисными ситуациями и контроль за системой специальной связи BOS-Funk.
10 ноября 2009 года А.Ханнинг ушёл в отставку с поста статс-секретаря Федерального министерства внутренних дел.
В августе 2011 года А.Ханнинг дал интервью газете Welt am Sonntag, в котором обвинил власти США в том, что после терактов 11 сентября 2001 года они сознательно злоупотребили данными немецкой разведки для развязывания войны в Ираке. По словам Ханнинга, он лично направил письмо тогдашнему главе ЦРУ Джорджу Тенету, в котором отмечал, что данные БНД о передвижных иракских лабораториях по производству биологического оружия являются неподтверждёнными, и на них нельзя опираться, но это предупреждение было проигнорировано американцами.
В январе 2018 года Ханнинг принял предложение российского бизнесмена Григория Гусельникова войти в совет латвийского Norvik Banka, затем переименованного в PNB banka. Именно в это время в Латвии началась «банковская чистка», когда была отозвана лицензия крупнейшего в стране ABLV.
В 2019 году PNB banka лишился лицензии, в ходе проверки финансовых активов выяснилось, что обязательства банка перед кредиторами (367 млн евро) на 200 млн превышают его активы (167 млн).
В 2020 году начался гражданский судебный процесс о взыскании убытков в размере 32 млн евро против 11 членов правления и совета банка, среди которых оказались Август Ханнинг и бывший генсек НАТО Андерс Фог Расмусен. 1 ноября 2021 Ханнинг дал интервью Bild, обвинив во взяточничестве министра юстиции Латвии Я.Борданса и председателя Юридической комиссии Сейма Ю.Юраша, получивших 500 000 евро за попустительство Г.Гусельникову, который, зная о проблемах банка, вывел из него многомиллионные суммы. Он также предположил, что к банкротству банк толкнула передача его из-под надзора Банка Латвии под надзор Европейского центрального банка, проявившего  «странный интерес к тому, чтобы довести PNB banka до банкротства». Хaннинг сказал Bild, что он и Расмуссен полагали, что находятся в нормальной стране ЕС, где законодательство ЕС и банков в силе, а им выставили счет за ограбление банка, санкционированное государством. Ханнинг подал встречные иски против всех вовлеченных в дело сторон, включая Администрацию неплатежеспособности. Он сомневается в объективном рассмотрении выдвинутого против себя иска, поскольку ему отказывают в доступе к банковским документам, а следовательно, лишают равного права на защиту.

## Семья
Женат, имеет трёх дочерей.